# 臺北市西湖實驗國民中學
臺北市西湖實驗國民中學，簡稱西湖實中，位於台灣台北市內湖區環山路一段27號。緊鄰臺北市立圖書館西中分館、臺北市內湖區西湖國民小學及德明財經科技大學。

## 歷任校長
| 任次 | 姓名   | 任職時間   | 備註                         |
| ---- | ------ | ---------- | ---------------------------- |
| 1    | 詹益東 |            | 創校校長                     |
| 2    | 陳正邦 |            |                              |
| 3    | 萬家春 |            | 現任臺北市立大學教育系副教授 |
| 4    | 李漢明 |            | 退休                         |
| 5    | 李珀玲 |            | 轉任南門國中，現已退休       |
| 6    | 劉榮嫦 |            | 退休                         |
| 7    | 謝勝隆 | 2014/08/01 | 退休                         |
| ８   | 高毓璇 | 2024/08/01 | 現任校長                     |

## 歷年重大變革
1. 在109學年度轉型為雙語實驗課程學校。
2. 2022年8月，學校轉型為實驗教育學校，學校更名為「臺北市西湖實驗國民中學」。

## 學區
- 西湖國中學區
  - 西湖里
  - 西安里
  - 西康里
  - 麗山里：第13-16鄰

- 與麗山國中共同學區
  - 港華里
  - 麗山里：第7、第9-12鄰
  - 港乾里：第20鄰

- 與濱江國中、北安國中共同學區
  - 金泰里

## 外部連結
- 台北市立西湖國民中學 （页面存档备份，存于）
- 臺北市立西湖國民中學校史 （页面存档备份，存于）